# 福谷坂峠
福谷坂峠（ふくたにざかとうげ）は、福井県大飯郡おおい町と同郡高浜町を隔てる峠。

## 概要
福井県道16号の旧道上にある標高120mの峠である。主要地方道である福井県道16号の現道は峠直下を貫く福谷第一トンネルおよび同第二トンネルを通っている。古くから国境の峠としてその名を知られており、長い歴史を誇る峠である。
山の鞍部は通常、「峠」「越」「坂」などと呼ばれるが、この峠のように「坂」と「峠」の2つを冠する名称は珍しい（福井県内では他に石山坂峠があるのみ。馬坂峠のように地名に坂が含まれるものは除く）。

## 道路状況
峠の標高は120mと決して高くないが、若丹山地の中央に位置する為、非常に山深く感じる峠である。また全線舗装されているが旧道となってからほとんど整備されておらず、草木が伸び放題で、小規模な土砂崩れが放置されており普通車の走行は現実不可能となっている。軽自動車やバイク、軽車両での通行は可能ではあるが、峠自体を目的にする者以外には全く必要とされていない道なので、いつ不測の事態が起きてもおかしくないということを念頭において通行するべき道路である。

## 峠周辺からの接続道路
- 舞鶴若狭自動車道大飯高浜IC
- 福井県道・京都府道1号小浜綾部線